# Gerry Harris
Gerald William „Gerry“ Harris (* 8. Oktober 1935 in Claverley; † 28. Juli 2020) war ein englischer Fußballspieler. Als linker Verteidiger gewann er mit den Wolverhampton Wanderers in den Spielzeiten 1957/58 und 1958/59 zwei englische Meisterschaften in Serie und 1960 den FA Cup.

## Sportlicher Werdegang
Harris wuchs mit seinen drei Brüder auf einem Bauernhof in der Nähe von Bridgnorth auf und als Fußballer war er zunächst als linker Flügelspieler für den Amateurklub Bobbington unterwegs. Nach einem wenig erfolgreichen Probetraining bei West Bromwich Albion schloss er sich im September 1953 den Wolverhampton Wanderers an. Dort bewährte er sich binnen kurzer Zeit und im Januar 1954 unterschrieb er bei den „Wolves“ seinen ersten Profivertrag. In den ersten Jahren war Harris’ Platz jedoch auf die Ersatzteams beschränkt und erst zu Beginn der Saison 1956/57 lud ihn Cheftrainer Stan Cullis in die erste Mannschaft ein. Kurz zuvor hatte Cullis seine Spieler Billy Wright und Bill Shorthouse damit beauftragt ein Spiel der dritten Mannschaft zu begutachten und dabei war Harris als Leistungsträger aufgefallen. Der mittlerweile als linker Verteidiger umgeschulte Harris gab am 29. August 1956 beim torreichen 5:4 gegen Luton Town seinen Einstand. Als sich fünf Wochen später Shorthouse verletzte, übernahm Harris fortan dessen Stammplatz auf der linken Abwehrseite. Er war danach eine feste Konstante in der Mannschaft, die in den Spielzeiten 1957/58 und 1958/59 zwei englische Meisterschaften in Serie und im Jahr darauf den FA Cup gewann.
Im Jahr 1962 wurde er in die Reservemannschaft zurückgestuft und dort blieb er bis zum Beginn der Saison 1964/65, als er nach dem Weggang von George Showell sein Comeback in der Profimannschaft gab. Zum Ende dieser Spielzeit musste er mit dem Verein den ersten Abstieg seit 1923 hinnehmen und ein Jahr später verließ er den Verein in Richtung des Drittligisten FC Walsall. Weitere zwölf Monate später beendete er seine aktive Karriere verletzungsbedingt. In der Folgezeit kehrte Harris, der ein leidenschaftlicher Bowlsspieler war, in seine Heimat Claverley zurück.

## Titel
- Englische Meisterschaft (2): 1958, 1959
- Englischer Pokal (1): 1960
- FA Charity Shield (1): 1960 (geteilt)